# روبرتو بتگا
روبرتو بتگا (به ایتالیایی: Roberto Bettega) یک بازیکن بازنشسته فوتبال اهل ایتالیا است. او در دهه‌ی هفتاد میلادی در اوج دوران خود بود قهرمانی های زیاد با یوونتوس در جامهای مختلف و حضور در تیم ملی ایتالیا برای بتگا لذت بخش بود و در شروع دهه‌ی هشتاد میلادی همچنان ادامه داشت. بتگا در سال ١٩٨١ خود را آماده میکرد تا رهبری تیم ملی ایتالیا  در جام جهانی ١٩٨٢ را بر عهده بگیرد که در دیدار با اندرلخت بلژیک دچار مصدومیت شده به اجبار  قهرمانی آتزوری در جام جهانی را از تلویزیون نگاه کرد. 

## زندگی ورزشی
روبرتو بتگا، بازیکن افسانه‌ای و محبوب باشگاه فوتبال یوونتوس در ۲۷ دسامبر ۱۹۵۰ در شهر تورین به دنیا آمد و فوتبال خویش را از باشگاه یوونتوس آغاز نمود. وی از سال ۱۹۶۸ تا ۱۹۸۳ در خدمت این باشگاه بود و تنها یک فصل (۱۹۶۹–۱۹۷۰) را به صورت قرضی در باشگاه وارسه بازی کرد. بتجا در یوونتوس جمعاً ۳۲۶ تا بازی انجام داد که ۱۲۹ تا گل زد. بتجا رو می‌توان یکی از بهترین مهاجمان تاریخ باشگاه یوونتوس به حساب آورد، چندین گل بتجا در تاریخ یوونتوس ثبت شده‌اند. روبرتو بتجا، آخرین فصل زندگی فوتبالی خویش در باشگاه تورنتو بلیزارد "Toronto Blizzard" در لیگ فوتبال ایالات متحده انجام داد و در سال ۱۹۸۴ از فوتبال خداحافظی نمود. بتگا در عرصه ملی نیز از سال ۱۹۷۵ به تیم ملی ایتالیا دعوت شد و تا سال ۱۹۸۳ یعنی آخرین سال حضورش در یوونتوس در خدمت تیم ملی بود و ۴۲ بازی انجام داد که موفق شد ۱۹ گل هم به ثمر برساند.

## دوران حرفه‌ای
- وی در مجموع ۳۲۶ بازی برای یوونتوس انجام داد و موفق شد ۱۲۹ بار گلزنی کند.
- در طول سال‌های ۱۹۷۲–۱۹۸۲ ۷ بار قهرمانی لیگ، یک قهرمانی در جام یوفا در ۱۹۷۷ و دو قهرمانی در جام حذفی باشگاه‌های ایتالیا در سال‌های ۱۹۷۹ و ۱۹۸۳ تجربه کرد.
- در سال ۱۹۸۰ با ۱۶ گل بهترین گلزن سری آ شد.
- روبرتو بتگا که از سال ۱۹۷۵ میلادی عضو تیم ملی فوتبال ایتالیا بوده آخرین بازی ملی خود را در سال ۱۹۸۳ میلادی انجام داد. وی در ۴۲ بازی ملی حضور داشته‌است. او در بازی‌های ملی‌اش ۱۹ گل به ثمر رساند.